# Петриченко, Евгений Владимирович
Евгений Владимирович Петриченко (род. 10 декабря 1976) — украинский композитор, член Национального союза композиторов Украины. Дата обращения: 15 июня 2010. Архивировано из оригинала 6 декабря 2012 года.. Лауреат премии им. Ревуцкого 2005 года. Заслуженный деятель искусств Украины (2024).

## Биография
Родился в селе Дубовское Антрацитовского района Луганской области. С 1984 по 1992 год учился в средней школе № 5 Антрацита и в детской музыкальной школе, в этот период неоднократно удостаивался наград музыкальных конкурсов всех уровней, вплоть до всеукраинского. С 1992 по 1996 год — студент теоретического отдела Луганского высшего музыкального училища, в 1996—2001 годах — кафедры композиции и современных музыкальных технологий Донецкой государственной консерватории (класс профессора С. А. Мамонова), в 2000—2001 годах в магистратуре. Окончив с отличием консерваторию и магистратуру с квалификацией композитора, магистра искусствоведения и преподавателя. Проходил научную стажировку на кафедре композиции Музыкальной академии им. Кароля Шимановского в Катовице (Польша), класс Эугениуша Кнапика.
С 2001 года — член Национального союза композиторов Украины. С 2003 года — ассистент-стажер кафедры композиции и современных музыкальных технологий ДГМА им. С. С. Прокофьева, с 2004 года — соискатель ученой степени кандидата искусствоведения на кафедре композиции и инструментовки Национальной музыкальной академии Украины. С 2005 года член Всеукраинского национального музыкального союза. Занимает должность старшего преподавателя кафедр композиции и современных музыкальных технологий и теории музыки Донецкой государственной музыкальной академии.
2007 г. — автор и реализатор проекта «Донецк — Львов». Проект был признан Национальным союзом композиторов Украины лучшим проектом года.
2009 г. — автор и реализатор проекта «Искусство молодых — будущее Донбасса» (грант Донецкого областного совета в области музыкального искусства), в рамках которого был выпущен диск с произведениями молодых композиторов Донбасса в исполнении камерного ансамбля новой музыки «Quarta+» и ансамбля «Art Music Chamber Band».

## Творчество
Композитор имеет значительный творческий багаж, представленный разнообразными жанрами симфонической, камерно-симфонической, камерно-инструментальной, вокальной, хоровой музыки, музыки к театральным представлениям, песнями и т. д.
Произведения исполнялись на сценах Киевской, Луганской, Донецкой, Львовской, Ивано-Франковской и Одесской областных филармоний, на международных музыкальных фестивалях имени А. Кос-Анатольского, «Київ Музик Фест», «Золотоверхий Київ», «Два дні, дві ночі», «Контрасты».
Композитор имеет два авторских компакт-диска («in D…», «Requiem»), ряд научных публикаций и выступлений на Всеукраинских и Международных конференциях.

## Награды
- 2000 г. — дипломант Международного конкурса «На родине Прокофьева» (г. Мариуполь)[3]
- 2005 г. — лауреат премии им. Л. Н. Ревуцкого[3]
- 2006 г. — стипендиат программы «Gаudе Роlоnіа» министерства культуры Польши[3]
- Лауреат премии Кабинета Министров Украины[4]
- 2024 г. — Заслуженный деятель искусств Украины[5]